# Urobatis halleri
Urobatis halleri は、トビエイ目ウロトリゴン科のエイの一種。北東太平洋の熱帯および亜熱帯地域の沿岸部で見られる。主に底生の無脊椎動物を捕食する小型の種。南カリフォルニアの海岸では海水浴客が本種を踏み、毒棘に刺されることが多い。毒棘に刺されても痛むだけで、命に関わることは無い。

## 分類
種小名は、サンディエゴ湾（英語版）の岸辺を歩いていたときに本種の尾棘に足を刺された、アメリカ陸軍のGranville O. Haller少佐の幼い息子に由来する。

## 分布・生息地
カリフォルニア州北部のフンボルト湾から南のパナマまでの北太平洋東部に分布する。カリフォルニア州南部とバハ・カリフォルニア半島周辺に多い。熱帯から温帯海域の沿岸部、通常は水深15m以浅で見られるが、少なくとも水深91mまで生息する。砂泥底を好み、アマモ場でも体色がカモフラージュになるため個体数は多い。岩礁域でも見られる。
水温は10°以上を好み、成体は幼体よりも温度変化に耐性がある。春から秋にかけてはカリフォルニア南部の沿岸部と湾内に最も多く、冬には水温の安定した深場に移動する。沿岸部の発電所から放出された温排水に集まっているのが観察されており、河口の環境を再現している可能性がある。

## 形態
体盤はほぼ円形で、背面は茶色または灰褐色で、淡黄色の斑点または網目模様が入る。無地または黒色の個体もいる。腹面は白から黄色がかっている。尾は太短く先は丸く、長く太い鋸歯状の尾棘がある。歯は小さく菱形で性的二型があり、雄の中央の歯は直立し、鋭く尖っており、内側に湾曲している。体盤幅は雄で25cm、雌で31cmに達する。
尾棘は定期的に抜け、生え変わる。基本尾棘は一本だが、7月初旬には小さな二次棘が生える個体が現れ始め、9月から10月頃に二次棘が生えた個体の数はピークに達し、その後一次棘が脱落する個体が増え、12月までには完全に生え変わる。

## 生態
年齢と性別によって棲み分けを行い、雌は水深14m以深に、雄と幼体は14m以浅に生息する。仔エイは体盤幅14cmになるまで多毛類や小型のカニを捕食する。成長につれて、二枚貝を捕食する傾向が強くなる。日中に捕食を行い、夏と秋の水温が暖かい時期に活発になる。口と胸鰭を使い海底に穴を掘り、砂の中の生物を掘り出す。それにより小型魚の餌も増えるため、生態系に重要な役割を果たしている。
生息域の北部では、キタゾウアザラシやコクチイシナギに捕食される。大型のサメにも捕食される。本種からは約19科40種の多数の寄生虫が知られている。外部寄生虫にはカイアシ類やヒルが含まれ、消化器系からは Phyllobothrium hallericola n. sp.や Acanthobothrium olseni など16種の多節条虫亜綱が知られている。腸内の螺旋弁からは、Eimeria chollaensis sp.や Rhinebothrium spp. が知られる。
無胎盤性の胎生であり、産仔数は1-6、平均は2-3。雌が大きいほど産仔数も多い。妊娠期間は3ヶ月で、出産時の仔エイは体盤幅6-8cm。雌は一年中精子を保存できる。カリフォルニア南部では、雌は4月から6月にかけて交尾のために沿岸部に移動し、6月から10月の間に仔エイを出産する。さらに南のカリフォルニア湾では、冬の終わりから春にかけて交尾と出産を行う。冬に交尾して出産し、その年の下旬に二度目の繁殖を行う個体もいる。出産後雌は深場に戻り、若い個体は沿岸部に残る。雌は眼の後方の噴水孔付近からプラスの電場を放出し、雄を引き寄せる。雄はその部分に噛みつき、交尾を行う。約31ヶ月で成熟するまで年間3cm成長し、成熟後は成長速度が遅くなる。

## 人との関わり
カリフォルニア南部の海岸沿いでは、毎年何百人もの海水浴客が本種の棘に刺されている。刺されると非常に痛むが、命に関わることは無い。本種が成長する場所でもあるシールビーチの北端にある Ray Bay では、特に刺される事故が多い。
小型の種の割には尾棘が大きく、商業的には好まれない。釣りや刺し網で時々混獲される。メキシコでは混獲された際に尾を切り落とすため、その後の死亡率は高いと推定されている。エビを対象としたトロール船でも混獲されるが、大きな群れが網に絡まるため、漁師には嫌われている。その豊富さと比較的高い繁殖率により、レッドリストでは低危険種として評価されている。

## 飼育
比較的小型で丈夫なため、アクアリウムでよく飼育される。水槽は広々としていて、岩や装飾などの水景物が殆ど無く、底砂は細かく、濾過装置は強く蓋も重量があるもので、照明は薄暗く、流れは直線的で、合計流量は一時間当たり水槽の体積の10倍、水温は12°-22°が適している。オーバーフローなどの水槽内の設備は怪我を防ぐためにポリウレタンフォームで囲み、溶存酸素レベルは7-8ppmに維持する必要がある。水槽内の迷走電流と金属濃度を防ぐ薬として銅を使用してはならない。給餌は給餌棒または長い鉗子を使用して（できればチアミナーゼを含まない餌を）毎日行う必要がある。小型個体には冷凍アミ、アルテミア、オヨギミミズ、細かく刻んだエビなどの非繊維質の餌を与える必要がある。甲状腺腫を防ぐため、水替えやビタミン剤を通じて、ヨウ素を投与する必要がある。不健康な個体は体重が減少し、腹部が空洞になったように見え、無気力になり、斑点が薄れ体色は明るい灰色になる。水槽導入時は拒食することがあり、スジエビ属などの生餌を用いて慣れさせるとよい。一定期間飼育すると慣らすことができる。カサゴ類、チョウチョウウオ類、大型のヤッコ、カワハギ類、モンガラカワハギ類、フグ類、ハリセンボン類、コモリザメやオオセなどのサメ、大型のカニ、ヤドカリ、イソギンチャクなどは本種を傷つける恐れがあるため同居させるべきではない。サンゴの上に乗ったりひっくり返したりすることで怪我をする可能性があるため、サンゴ礁の水槽には向かない。仔エイのうちはカエルアンコウ類や大型のハタに捕食される。
アクアリウム業界ではカリフォルニア南部で採集されることが多いため、California stingrayとも呼ばれる。似た Cortez round stingray(Urobatis maculatus)とよく混同されるが、体盤の両側にある黒い斑点の有無で区別できる。
カリフォルニア州ロングビーチの太平洋水族館などのいくつかの水族館で飼育されており、触れても安全なように尾棘は定期的に切断されている。

## ギャラリー

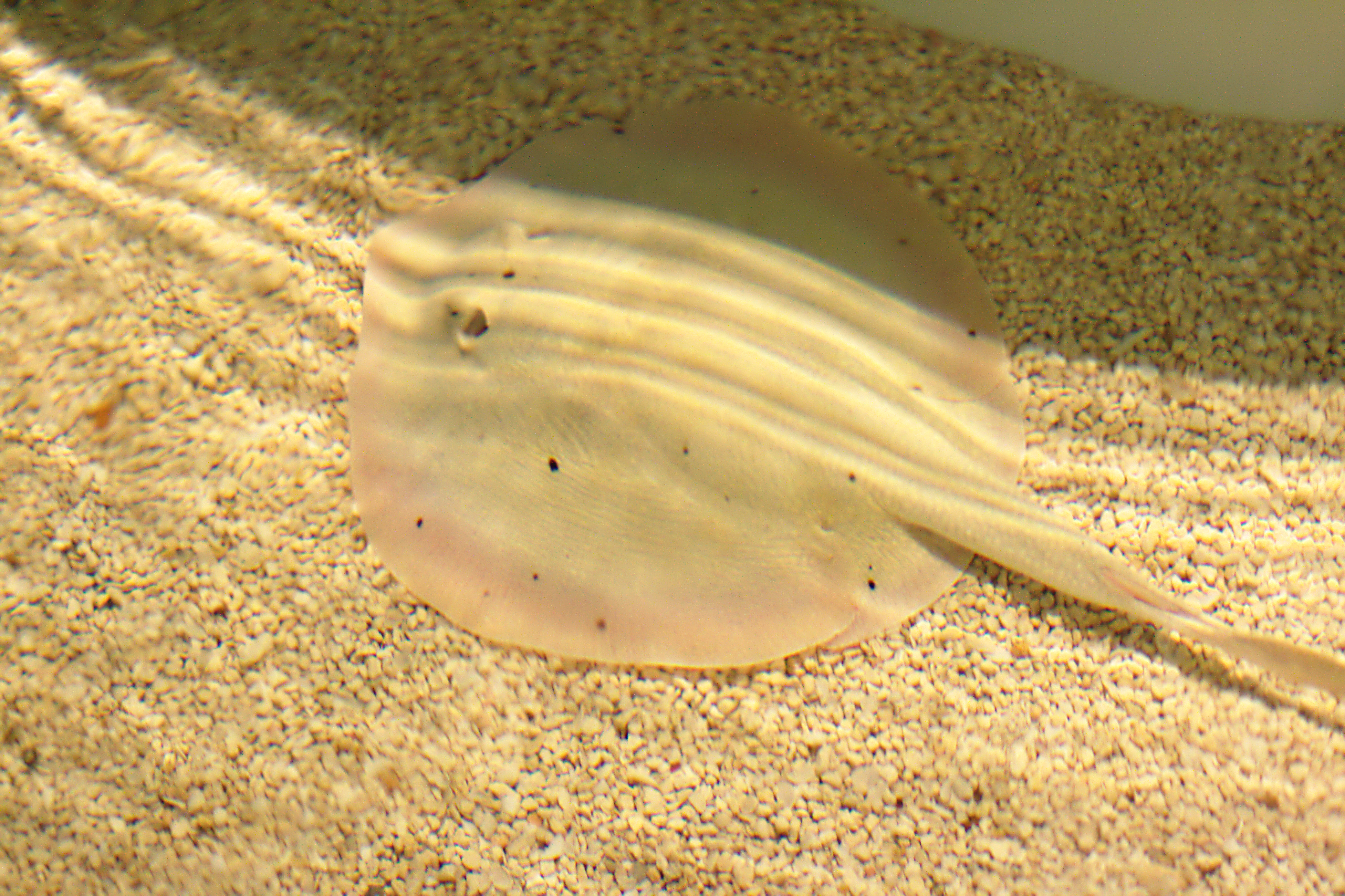
ミルウォーキーのライマン水族館の個体
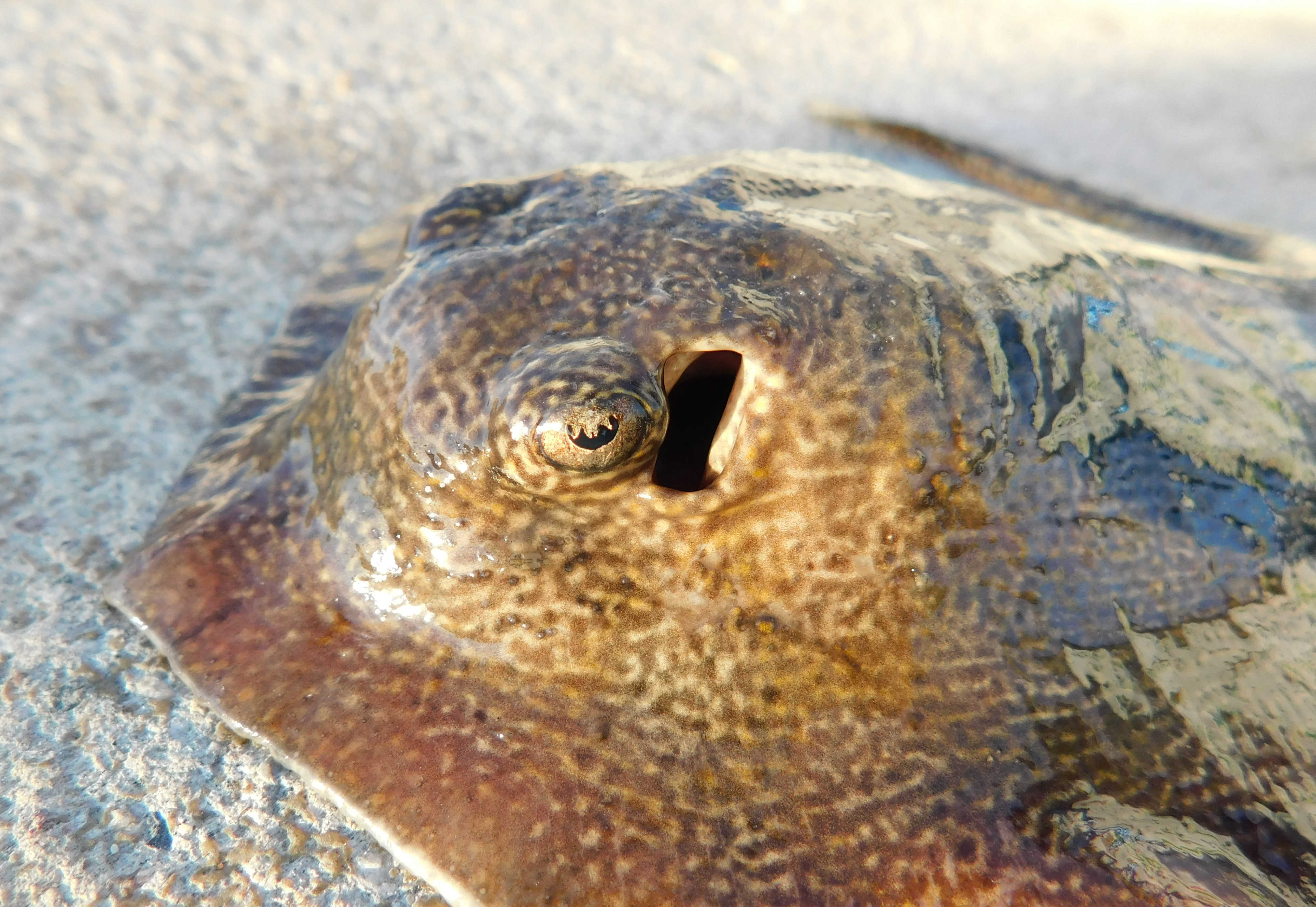
サンディエゴ湾で捕獲された個体
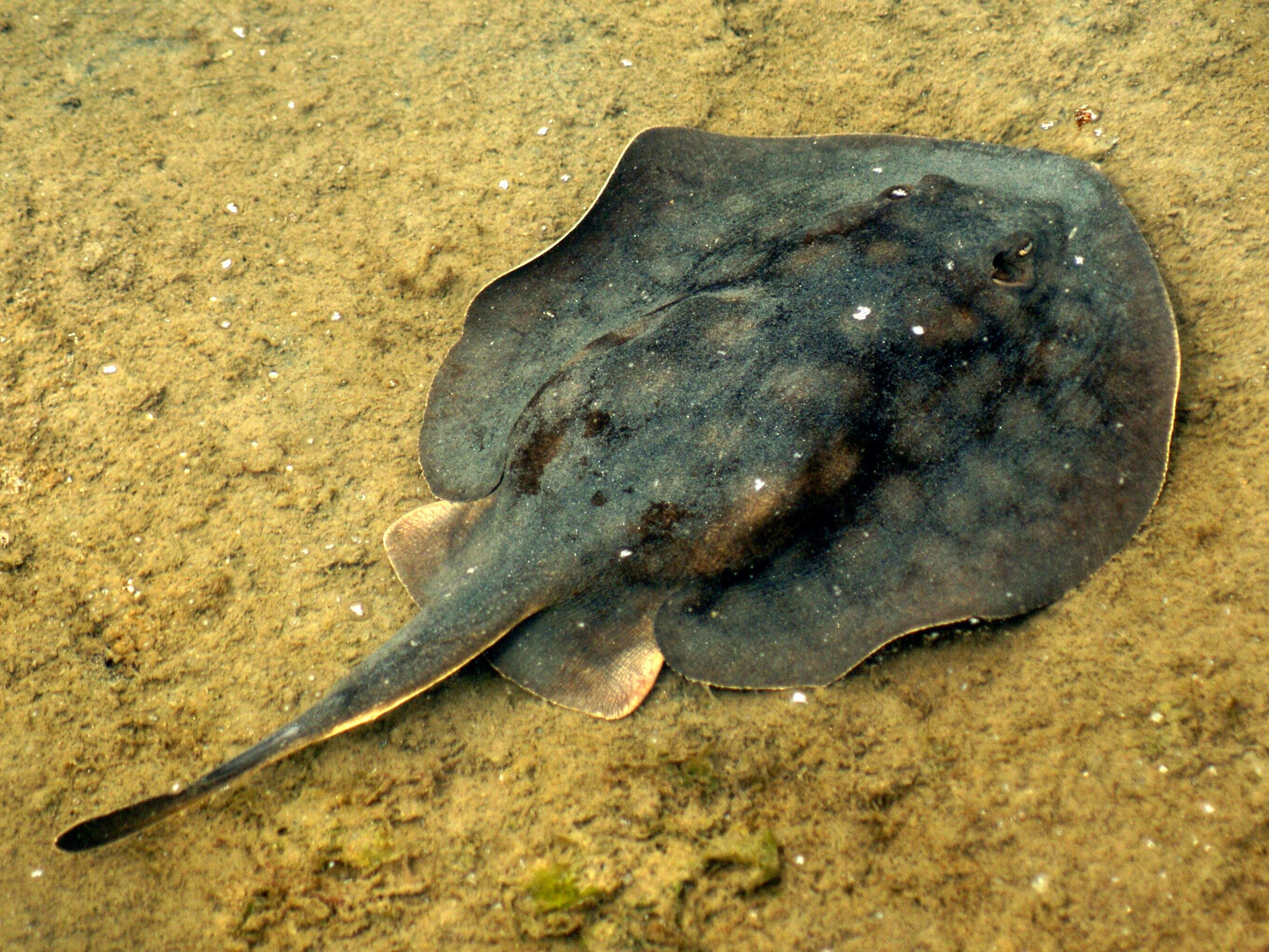
カリフォルニア州ボルサ・チカ湿地の個体
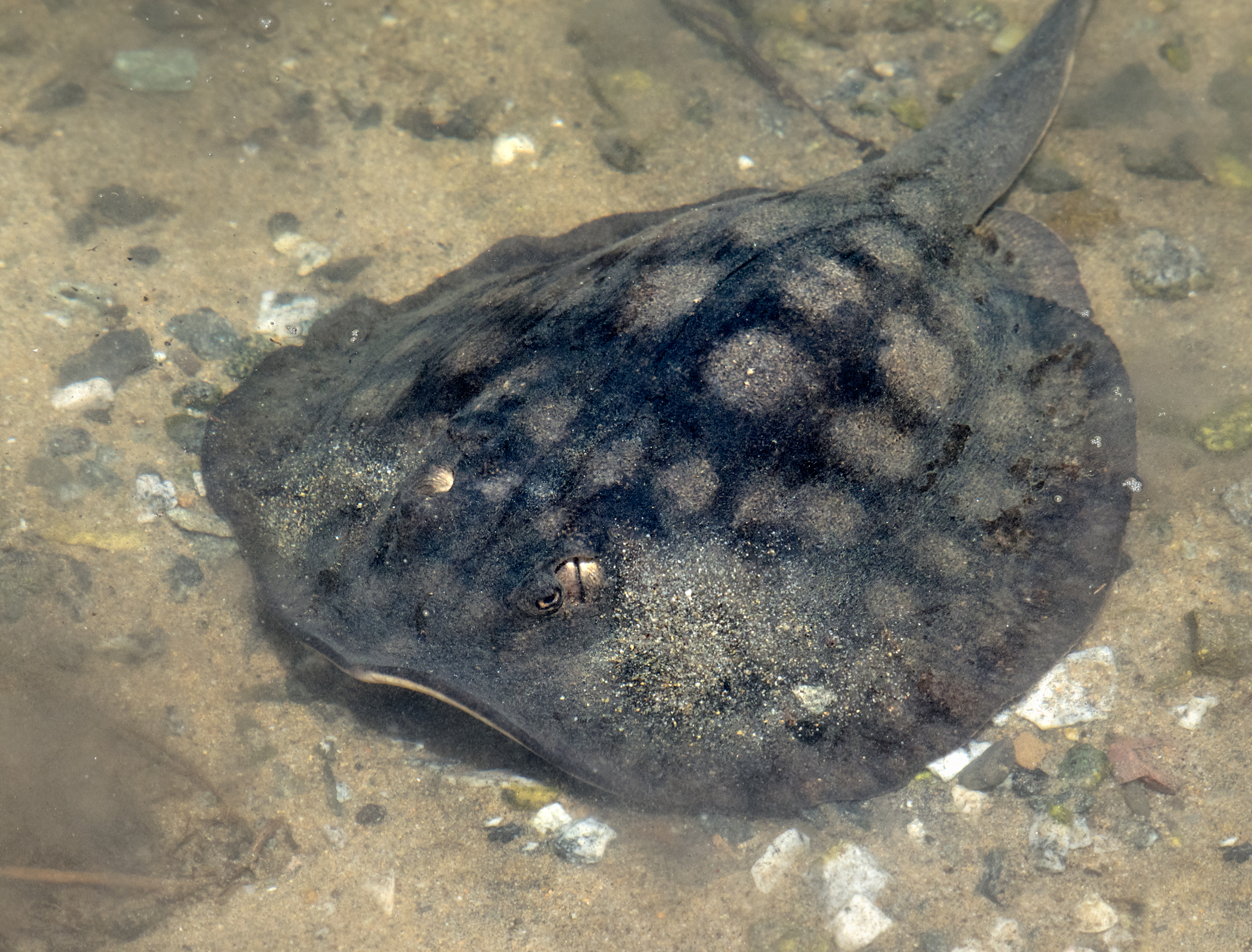
ボルサ・チカ湿地で砂煙を上げる個体
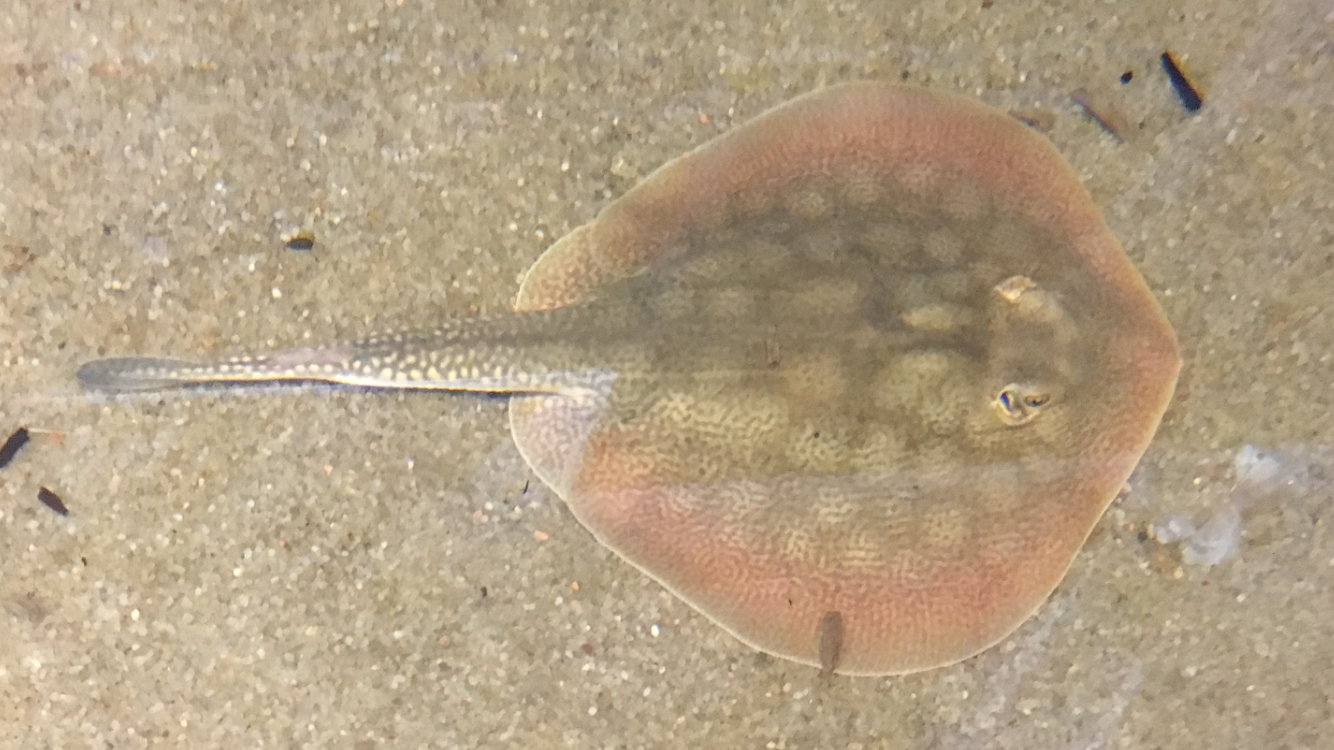
モントレーベイ水族館の個体
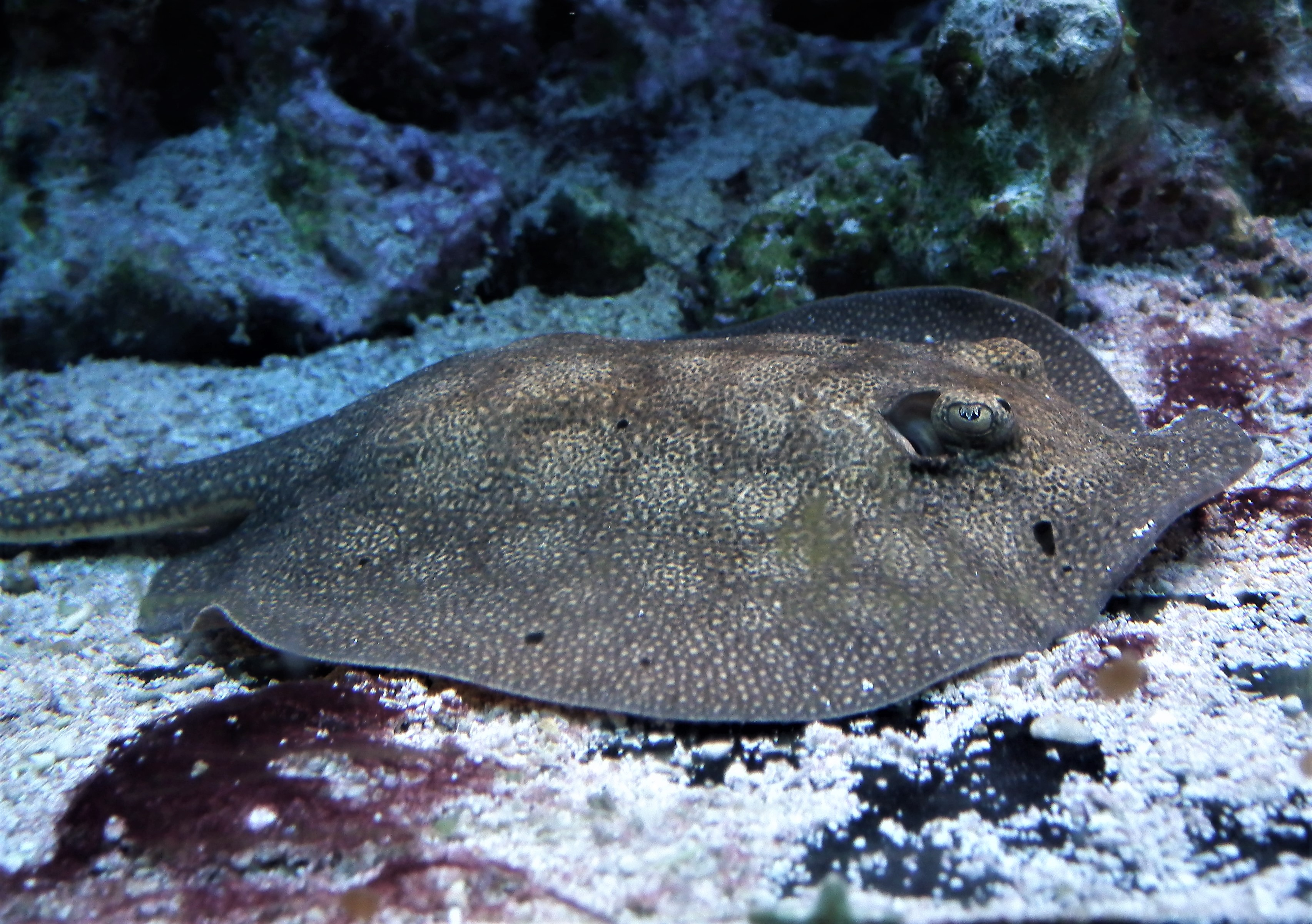
グディニャ水族館の個体
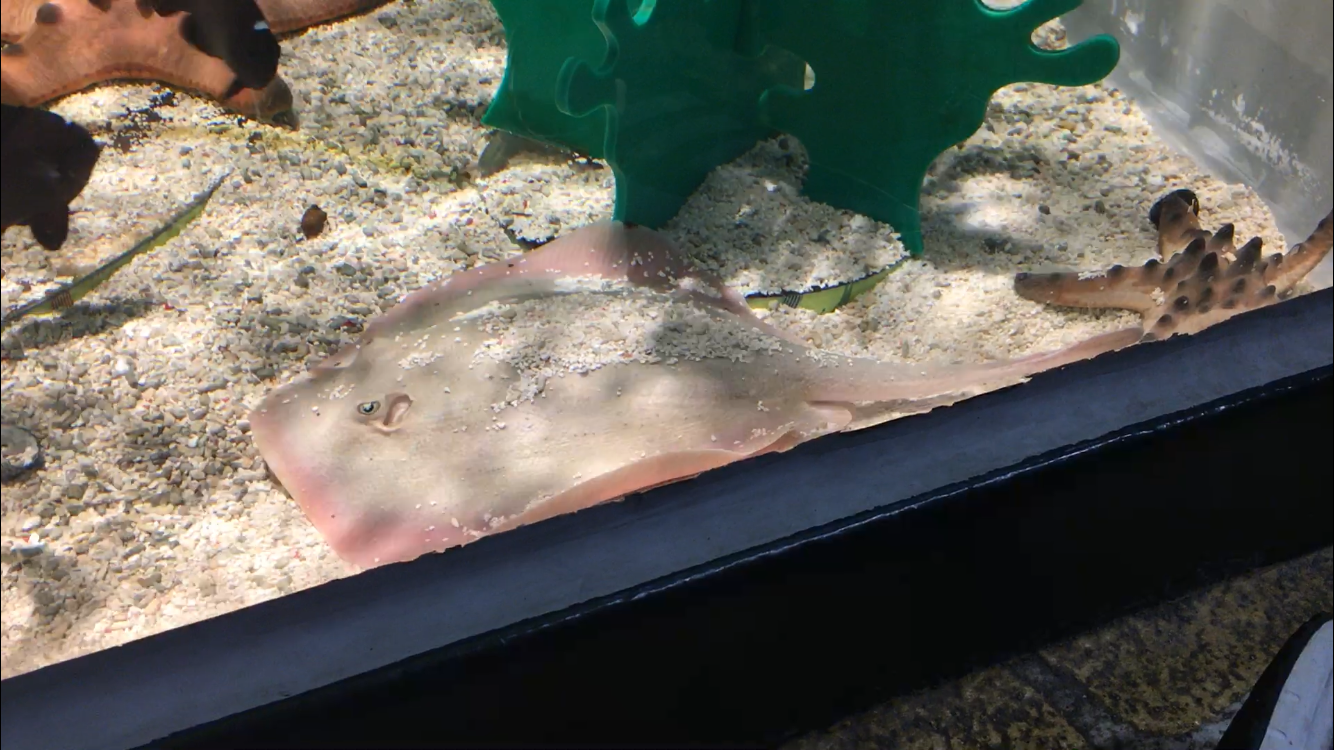
ロッテワールド水族館の個体